# 17907 Danielgude
17907 Danielgude è un asteroide della fascia principale. Scoperto nel 1999, presenta un'orbita caratterizzata da un semiasse maggiore pari a 2,5345715 UA e da un'eccentricità di 0,1426618, inclinata di 5,14763° rispetto all'eclittica.